# Права ЛГБТ+ особа у Уганди
Лезбијке, геј, бисексуалне и трансродне (ЛГБТ) особе у Уганди суочавају се са озбиљним правним изазовима, активном дискриминацијом, прогоном од стране државе и стигматизацијом коју не доживљавају особе које нису ЛГБТ+ особе. Све геј активности су илегалне у Уганди.
ЛГБТ+ особе се и даље суочавају са великом дискриминацијом у Уганди, коју активно подстичу верски и конзервативни политички лидери и лидери заједница. Насилни и брутални напади на ЛГБТ+ особе су уобичајени, често их изводе државни званичници. Домаћинства на челу са истополним паровима не испуњавају услове за исту правну заштиту која је доступна паровима супротног пола. Истополни бракови су уставом забрањени од 2005. године.
Хомосексуални односи су били прихваћени и уобичајени у претколонијалном угандском друштву. Британска империја је увела законе који кажњавају хомосексуалност када је Уганда постала британска колонија. Ови закони су задржани и након стицања независности.
Закон о борби против хомосексуализма из 2023. године, који прописује до 20 година затвора за „промовисање хомосексуализма“ и смртну казну за „тешку хомосексуалност“, ступио је на снагу 2023. чиме је Уганда постала једина земља са већинским хришћанском популацијом која неке врсте споразумних истополних радњи кажњава смртном казном.

## Закон против хомосексуализма, 2023
Парламент је 21. марта 2023. усвојио Предлог закона против хомосексуализма, који је раније истог месеца поднела Асуман Басалирва. Нацртом закона прописана је смртна казна за „отежане хомосексуалце“ (дефиниција обухвата оне који су више пута осуђени за хомосексуализам и оне који се упуштају у хомосексуалне односе са особом старијом од 75 година или са инвалидитетом) и до 20 година затвора. за „промоторе” хомосексуализма.
Председник Мусевени је 21. априла вратио предлог закона у парламент, који га је поново усвојио 2. маја са мањим амандманима са 348 гласова за и 1 против. Мусевени је потписао закон 26. маја.
Максималне казне прописане Законом укључују:
- Доживотни затвор за хомосексуалне радње
  - за покушај хомосексуалне радње казна затвора од 10 година
- Смртна казна за "тешку хомосексуалност"
  - због покушаја „тешке хомосексуалности“, казна затвора у трајању од 14 година

Сексуални злочини као што је сексуално злостављање деце или других рањивих људи укључени су у дефиницију отежане хомосексуалности (на пример, сексуални однос са особом старијом од 75 или млађом од 18 година, особом која не пристаје или није у стању да пристане, или инвалидом). или ментално болесна особа), па се ова насилна понашања повезују са хомосексуалношћу. Поред тога, серијски преступници (они који су више пута осуђени за хомосексуалност) или свако ко преноси озбиљне заразне болести док се бави истополним сексуалним понашањем такође се дефинишу као „отежани хомосексуалци“.
Особе осуђене за хомосексуализам или покушај хомосексуализма, отежане хомосексуалности или покушај отежане хомосексуалности не могу се запослити у установама за бригу о деци ни након пуштања на слободу.
Остале казне према закону укључују:
- Три године затвора за малолетне особе осуђене за хомосексуализам
- Десет година затвора због свјесног изнајмљивања просторија особама које желе да се упусте у хомосексуалне радње у таквим просторијама
- Двадесет година затвора због промовисања хомосексуализма
- За „наводно склапање истополног брака“, као и за свесно присуствовање наводној церемонији истополног брака: казна затвора од десет година.
- Непријављивање хомосексуалног чина сведока: казна затвора у трајању од пет година. Од ове одредбе изузети су адвокати који раде у свом службеном својству.
- За лажно оптуживање другог лица за хомосексуализам: казна затвора у трајању од једне године

У августу 2023. године, 20-годишњи младић постао је прва особа кривично гоњена због „тешке хомосексуалности” по закону, за шта му прети смртна казна.

## Насиље и узнемиравање
Дешавају се напади осветника, укључујући узнемиравање, премлаћивање и убиства. И државни и недржавни актери су укључени у циљање оних који се доживљавају као ЛГБТ+. Међутим, Стејт департмент сматра да је мафијашко насиље преовлађујуће у многим ситуацијама у Уганди. Усмерено је на низ друштвено неодобраних појединаца због стварних или уочених прекршаја, због, према извештају Стејт департмента, недостатка поверења заједнице у полицију и правосуђе. Вансудске полицијске акције против ЛГБТ+ особа, као што су произвољно притварање, премлаћивање и психолошка принуда, испуњавају критеријуме Уједињених нација за тортуру.

## Таргетирање у штампи
У августу 2006. године, угандске новине Red Pepper, објавиле су списак имена и професија (или области рада) четрдесет пет наводно геј мушкараца.
У октобру 2010. таблоидни лист Rolling Stone објавио је пуна имена, адресе, фотографије и преферирана дружења 100 наводно геј и лезбијки Уганђана, уз позив за њихово погубљење. Чланови Коалиције цивилног друштва за људска права и уставно право, поднели су тужбу против таблоида. Судија Вишег суда је у јануару 2011. издао трајну забрану којом се Rolling Stone и главни уредник новима Џајлс Мухаме забрањују да „било које даље објаве идентитета особа и домова подносилаца представке и хомосексуалаца уопште“.
Судија је пресудио да су изласком и пропратним подстицањем на насиље угрожена основна права и слободе субјеката, нарушено њихово право на људско достојанство и повријеђено уставно право на приватност. Като је убијен 2011. године, убрзо након што је добио парницу и накнаду од милион и по угандских шелинга.